# أشباه القلباوات
أشباه القلباوات (الاسم العلمي: Carditidae)، فصيلة من الرخويات ذوات الصدفتين ورتبة أشباه القلبيات.